# Pipunculus luteicornis
Pipunculus luteicornis är en tvåvingeart som beskrevs av Cresson 1911. Pipunculus luteicornis ingår i släktet Pipunculus och familjen ögonflugor.
Artens utbredningsområde är Maine. Inga underarter finns listade i Catalogue of Life.